# Neil Adcock
Neil Amwin Treharne Adcock (8 de março de 1931 – 6 de janeiro de 2013) foi um jogador de críquete sul-africano.